# Портрет імператора Максиміліана I

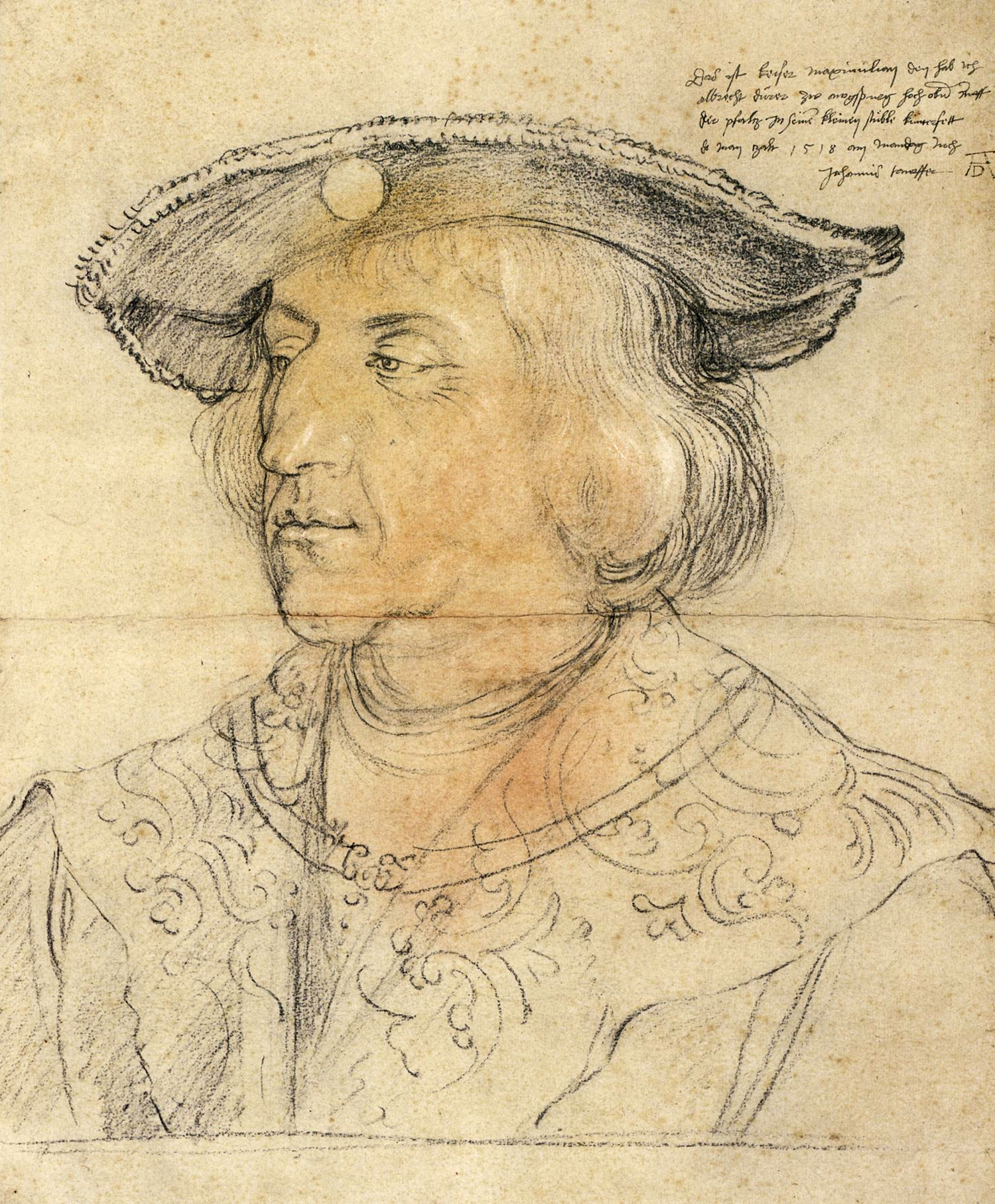
Попередній малюнок.

«Портрет імператора Максиміліана I» (нім. Bildnis von Kaiser Maximilian I.) — олійна картина німецького художника Альбрехта Дюрера, датована 1519 роком, зберігається в Музеї історії мистецтв у Відні. На портреті зображений 31-й імператор Священної Римської імперії Максиміліан I (1508—1519). Портрет був написаний після смерті імператора.

## Історія
Навесні 1512 року новообраний імператор Максиміліан I Габсбурзький проживав у Нюрнберзі, де познайомився з Дюрером. На пошану імператора художник створив велику ксилографію тріумфальної арки, за яку одержав винагороду 100 флоринів на рік.
1518 року, під час Аугсбурзького сейму Максиміліан звернувся до Дюрера з проханням намалювати його портрет. Художник прибув до імператора в замок і зробив з нього малюнок олівцем, з якого згодом намалював панно-портрет. У верхньому куті малюнка Дюрер зазначив: «Це імператор Максиміліан, якого я, Альбрехт Дюрер, зобразив у Аугсбурзі, у високому палаці, в його маленькій кімнаті, в понеділок, 28 червня 1518 року».
Олійний портрет, з деякими відмінностями від первинного малюнка, було завершено, коли імператор вже помер. Попередній малюнок зараз зберігається у Відні в музеї «Альбертіна».

## Короткий опис
Імператор зображений в три чверті на зеленому тлі. Руки лежать на невидимому парапеті, що збігається з нижньою межею картини, згідно з фламандською традицією живопису. У лівій руці Максиміліан тримає великий гранат, символ згуртованості в різноманітності, таким чином, тут гранат символізує Священну Римську імперію (зерна, що репрезентують його підданців).
Максиміліан вбраний у халат із дуже широким хутряним коміром та темною шапочкою з широкими крисами та брошкою в центрі. Його сиве волосся обрамлює аристократичне обличчя чоловіка старшого віку (на той час Максиміліанові було 59 років).
У верхньому лівому куті — герб Габсбургів та ланцюг «Золоте руно», поруч із довгим написом великими літерами, де подано титули та досягнення імператора.